# Жабін (Нижньосілезьке воєводство)
Жабін (пол. Żabin) — село в Польщі, у гміні Нехлюв Ґуровського повіту Нижньосілезького воєводства.
Населення — 71 особа (2011).
У 1975-1998 роках село належало до Лешненського воєводства.

## Демографія
Демографічна структура станом на 31 березня 2011 року:
|          | Загалом | Допрацездатний вік | Працездатний вік | Постпрацездатний вік |
| -------- | ------- | ------------------ | ---------------- | -------------------- |
| Чоловіки | 39      | 11                 | 25               | 3                    |
| Жінки    | 32      | 12                 | 16               | 4                    |
| Разом    | 71      | 23                 | 41               | 7                    |